# Phaecasiophora ectropa
Phaecasiophora ectropa es una especie de polilla perteneciente al género Phaecasiophora, categorizada en la tribu Olethreutini, de la subfamilia Olethreutinae.

## Distribución
Se distribuye por Australia: en Nueva Guinea, en el río Aroa.

## Taxonomía
Fue descrita por Diakonoff en 1973. La especie se encuentra registrada y publicada en Zool. Monogr. Rijksmus. Nat. Hist. 1: 123.